# Pedro de Torres Vera
Pedro de Torres Vera (La Ventosa, en la actualidad Ventosa de la Cuesta,Valladolid, ??-Lobatera, 1610). Fue un colonizador español, fundador de Lobatera, Táchira, Venezuela.

## Biografía
Su padre Juan de Torres (quien había pasado a América en 1517), fue de los conquistadores de Santa Marta, Santa Fe de Bogotá, Tunja y Pamplona (antiguo Nuevo Reino de Granada, en la actualidad República de Colombia). Al fallecer Don Juan de Torres, Pedro de Torres Vera heredó de su padre las posesiones de Tunja, Pamplona y el valle de Cúcuta, y se estableció en la ciudad del Espíritu Santo de La Grita (luego de su fundación en 1576 a a la cual ayudó con un   préstamo económico a su fundador el Capitán Francisco de Cáceres). En esta ciudad se casó con Ana Pérez del Basto, hija del capitán Adrián Pérez de los fundadores y primeros pobladores del Espíritu Santo de La Grita, Pedro de Torres Vera fue el poblador y fundador de la Villa de Lobatera en 1593, lugar en el que se radica hasta su muerte en 1610. 
Su hija, Felipa de Torres, quien se había casado con el capitán Francisco Chacón, heredó a la muerte de su progenitor las tierras que su padre había poseído en Lobatera. Estas tierras permanecieron en su familia, la cual pasó a llamarse Chacón de Torres, por medio de la institución implícita del mayorazgo, hasta principios del siglo XIX d. C..